# Эйхэйдзи
Эйхэйдзи (яп. 永平寺) — буддийский храм, расположенный в горах области Этидзэн, Фукуи, Япония. Храм является центром буддийской школы Сото. Основан в 1243 году Догэном.